# Fusipagoda
Fusipagoda is een geslacht van weekdieren uit de klasse van de Gastropoda (slakken).

## Soorten
- Fusipagoda corbis (Dall, 1913)
- Fusipagoda exquisita (Dall, 1913)
- Fusipagoda itohabei Kosyan & Kantor, 2015
- Fusipagoda sapia (Dall, 1919)